# Жовтанці
Жовта́нці — село в Україні, в Львівському районі Львівської області. Розташоване в долині річки Жовтанки, за 18 км на південний схід від районного центру і за 3 км від залізничної станції Велике Колодно.  Населення за переписом 2023 року становило 3469 осіб. Орган місцевого самоврядування — Жовтанецька сільська рада. Центр Жовтанецької ТГ.

## Назва
Назва села походить від річки Жовтанка, яка протікає через село.

## Історія
На околиці Жовтанців виявлено поховання III–IV ст. н. е.
Перша згадка про село сягає 1358 року. На той час воно налічувало 22 двори і проживало в ньому 157 чоловік.
З 1473 по 1509 рр. власником Жовтанець був Павло Кола гербу Юноша. Після смерті Павла село успадкував його син Миколай Кола.

### УРСР(1939–1991)
На фронтах Другої світової війни, в складі Червоної армії, воювали 282 жителя, 270 з них за бойові подвиги нагороджені орденами і медалями . 125 чоловік загинули. 
В 1978 р. село налічувало 916 дворів та 3065 жителів. 
В Жовтанцях діяла восьмирічна школа, в якій, на 1978 р., навчалося 519 учнів і працювали 36 вчителів. Діяв Дім культури з залом на 450 місць, бібліотека з фондом 12 900 книг, дільнича лікарня на 50 ліжок, аптека, дитячий садок, 4 магазини, ресторан, дім побуту, майстерня по виготовленню коврів, відділення зв'язку, АЗС. При Домі культури створена хорова капела, якій присвоєне звання народної.

### Сучасність
У рамках робочої поїздки до Львівської області 10 грудня 2018 року село Жовтанці відвідав 5-й Президент України Петро Порошенко. Він встановив лампадку до пам'ятника Героям Небесної Сотні та ставши на коліно хвилиною мовчання вшанував пам’ять тих, хто загинув захищаючи європейське майбутнє України. Також Президент відгукнувся на пропозицію служителів місцевої церкви і разом із жителями селища взяв участь у молитві за всіх борців за волю і незалежність України у храмі Успіння пресвятої Богородиці ПЦУ. В кінці молитви Президент подякував місцевим жителям за зустріч і можливість поспілкуватися, додавши, що дуже зворушений їх прийомом.

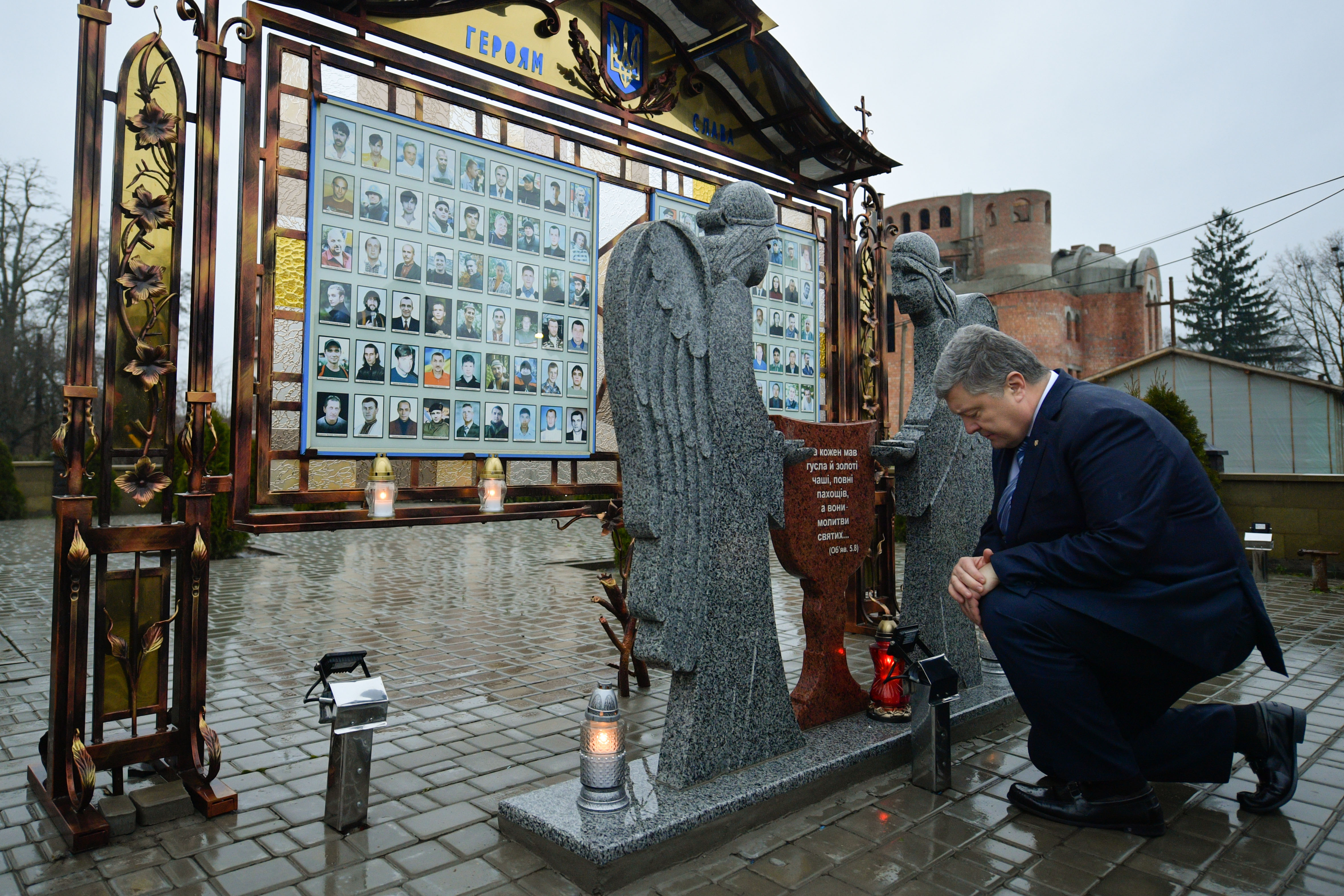
Президент Петро Порошенко вшанував пам'ять героїв, які загинули у боротьбі за незалежну Україну. Жовтанці, 8 грудня 2018 р.
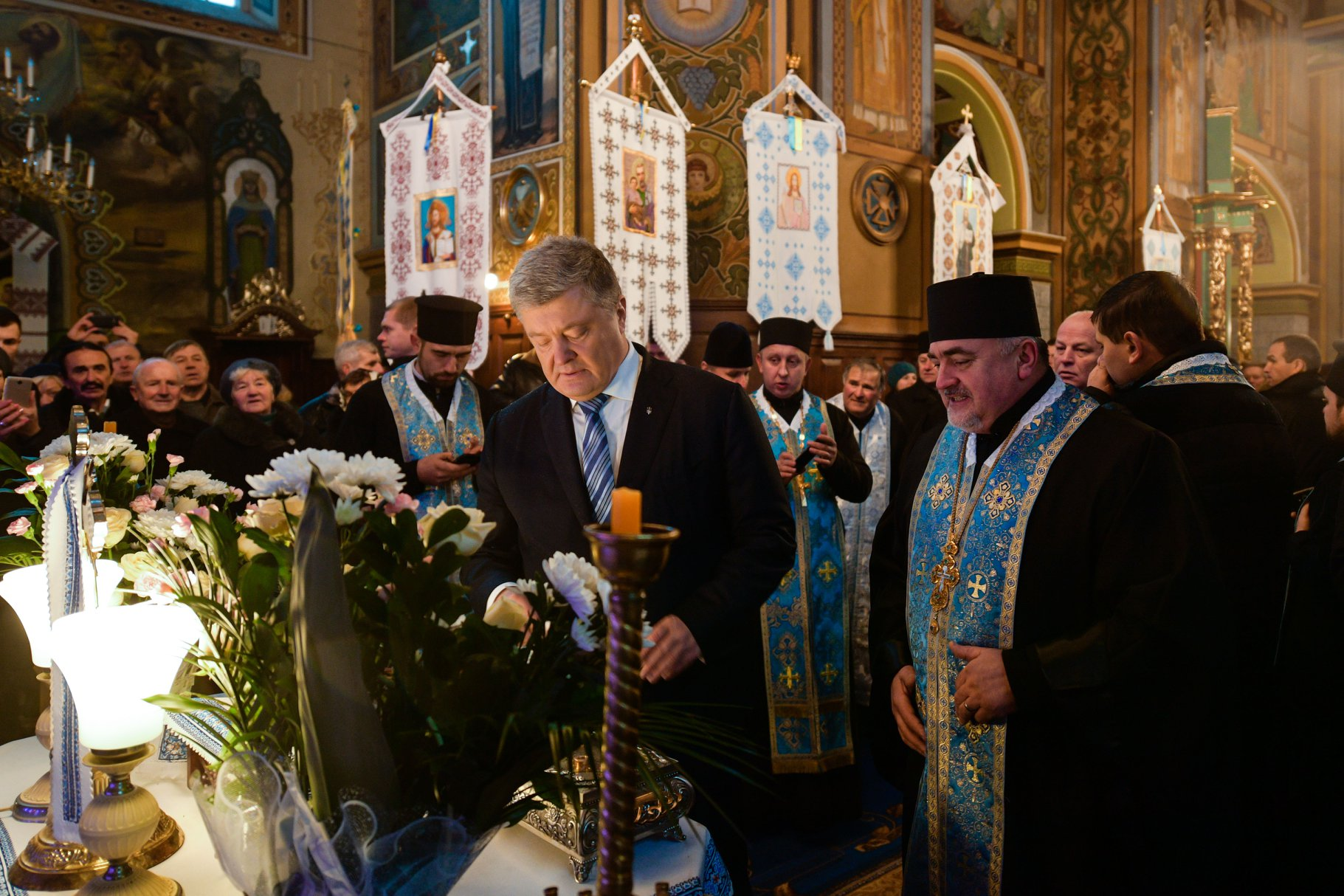
Молитва за всіх борців за волю і незалежність України у храмі Успіння Пресвятої Богородиці ПЦУ с. Жовтанці. 8 грудня 2018 р.
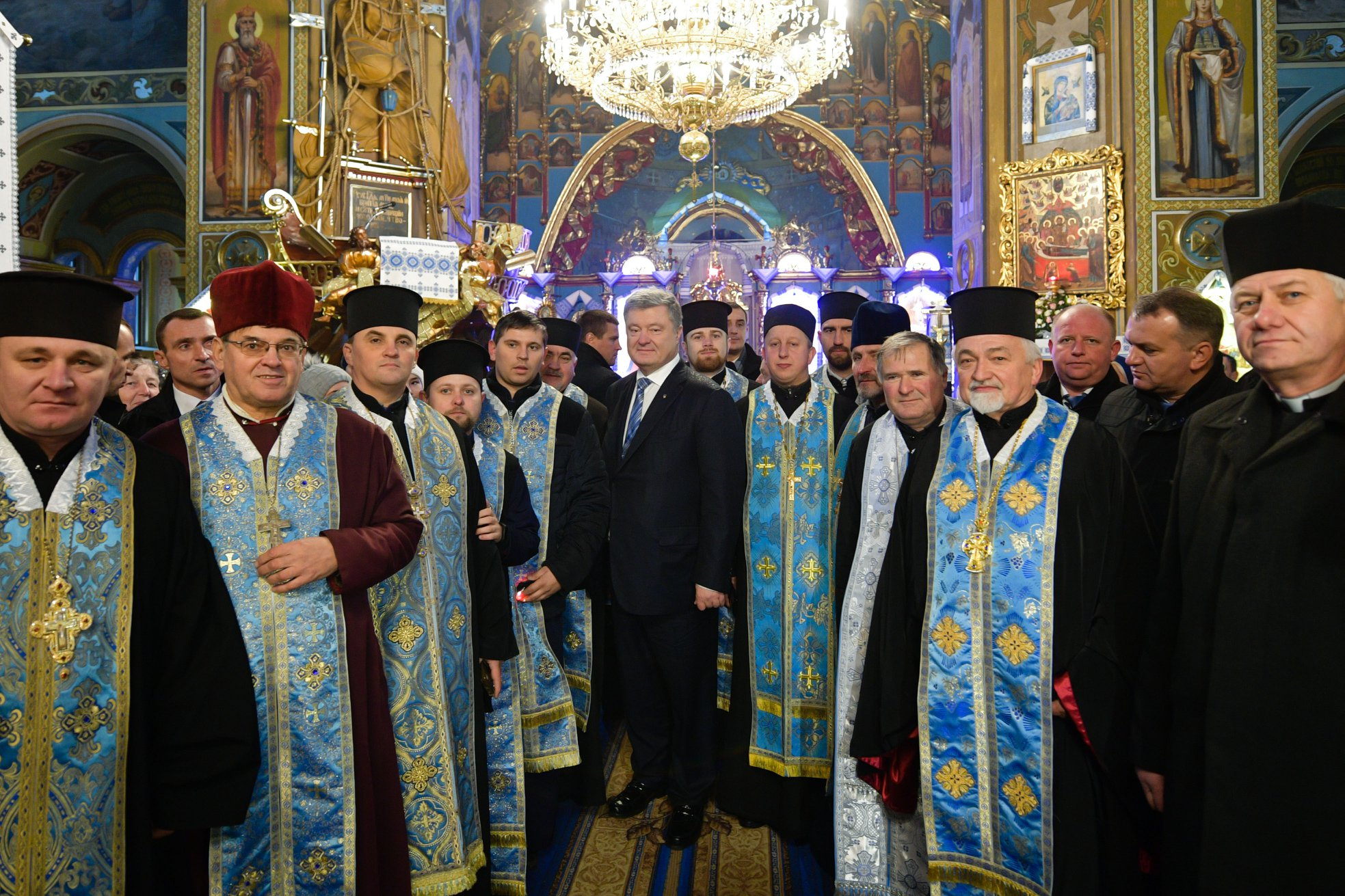
Президент Петро Порошенко разом з священниками Жовтанецької ОТГ у храмі Успіння Пресвятої Богородиці ПЦУ с. Жовтанці. 8 грудня 2018 р.

## Населення

### Мова
Розподіл населення за рідною мовою за даними перепису 2001 року:
| Мова            | Кількість | Відсоток |
| --------------- | --------- | -------- |
| українська      | 3507      | 99.60%   |
| російська       | 11        | 0.31%    |
| польська        | 1         | 0.03%    |
| румунська       | 1         | 0.03%    |
| інші/не вказали | 1         | 0.03%    |
| Усього          | 3521      | 100%     |

## Духовна історія
Про існування церкви на теренах Жовтанців відомо ще з 1515 року. Також, в селі існував василіянський монастир, закритий у 1744 р. Монастир розташовувався на поблизькій горі, в давнину званій Перунова, пізніше Грище.
У візитаційному описі 1763 р. крім дерев'яної церкви Успіння Пр. Богородиці, збудованої у 1631 p., згадується друга церква св. Параскеви. в якій був іконостас пензля Луки Долинського.
В 1767 році в Жовтанцях було збудовано нову трибанну дерев'яну церкву. Розписом іконостасу займався Лука Долинський. В 1793–1794 рр. маляр Клещевич виконував роботи в цій церкві, а у 1798 р. маляр Букоємський розписував вівтарик та поправляв «Божий гріб». В 1816 р. він же малював церату на великий вівтар. З часом населення села збільшилося і постала потреба у будівництві більшої церкви, тому стару дерев'яну продали в село Стронятин, неподалік Жовтанець.
З 1855 року парохом села Жовтанці став отець Йосиф Брилинський, який в 1893 р. започаткував будову нової трикупольної церкви, за проєктом довжина храму сягала 48 метрів, в ширину 22 метри, а середня баня у висоту 38 метрів. На жаль, о. Йосиф не зміг довести будову до кінця раптову смерть на 67 році життя.
Після о. Залітача у 1912 році в Жовтанці прийшов о. Кіпріян Ясеницький — довголітній парох і декан, маючи вже старший вік йому постійно допомагали сотрудники.
В часи підпілля до села приїжджали священники — о. Филимон Курчаба (майбутній єпископ Львівської Архієпархії УГКЦ), о. Михайло Шевчишин, де служили Божественні Літургії в хаті сестри Фільотеї (Ангелини) Дроздовської (згромадження сестер св. Йосифа).
| Роки        | Ім'я, прізвище                        |
| ----------- | ------------------------------------- |
| 1638 — 1664 | о. Матей                              |
| 1687 — 1721 | о. Стефан                             |
| 1696 — 1736 | о. Іван Левицький                     |
| 1707 — 1752 | о. Василій                            |
| 1732 — 1779 | о. Данило Левицький                   |
| 1752 — 1774 | о. Андрей Головчинський (сотрудник)   |
| 1755        | о. Михаїл Стопчанський (сотрудник)    |
| 1784 — 1825 | о. Василій Блонський (декан і парох)  |
| 1782        | о. Теодор Сацієвич (сотрудник)        |
| 1783        | о. Микола Заложецький (сотрудник)     |
| 1799        | о. Іван Блонський (сотрудник)         |
| 1821        | о. Леонтій (сотрудник)                |
| 1826 — 1854 | о. Петро Криницький (декан і парох)   |
| 1855        | о. Кирило Мойский                     |
| 1855 — 1893 | о. Йосиф Брилинський (декан і парох)  |
| 1893 — 1895 | о. Олександр Гумецкій                 |
| 1895 — 1911 | о. Михайло Залітач                    |
| 1911 — 1912 | о. Михайло Прокурат                   |
| 1912 — 1948 | о. Кипріян Ясеницький (декан і парох) |
| 1921 — 1925 | о. Теодор Білевич (сотрудник)         |
| 1926 — 1934 | о. Михайло Шпот (сотрудник)           |
| 1935 — 1937 | о. Петро Саноцький (сотрудник)        |
| 1937 — 1939 | о. Дмитро Оріховський (сотрудник)     |
| 1939 — 1941 | о. Степан Щепанський (сотрудник)      |
| 1941 — 1948 | о. Михайло Нагірняк (сотрудник)       |
| 1948 — 1978 | о. Михайло Олійник                    |

### ЦеркваУспіння Пресвятої БогородиціПЦУ(1893)

Церква Успіння Пресвятої Богородиці ПЦУ (1893). 1992 р.

У 1893 р. споруджено теперішню муровану триверху церкву зі слабо вираженим трансептом. Восьмибічні барабани її вкриті шоломовими банями з ліхтарями і маківками. Навколо бабинця влаштовані аркади.
В 1895 році парохом призначений отець Михайло Залітач за якого в 1897 році був посвячений новозбудований храм. Чин освяти здійснив Костянтин (Чехович) єпископ Перемиський УГКЦ в день Успіння Пресвятої Богородиці в присутності чисельного духовенства і великого здвигу народу. Кошторис будови церкви нараховував 67 000 злотих.
У 1914 році до розпису церкви було запрошено видатного художника Антіна Манастирського. Він встиг розмалювати лише вівтарну частину, далі робота була перервана Першою світовою війною. Завершували розпис уже в 1936-1939 роках уже інші маляри — Баран та Романюк. Над іконостасом церкви, ймовірно, працював ще один видатний український художник — Теофіл Копистинський.
В інтер'єрі церкви привертають увагу амвон (проповідниця) у вигляді човна святого Петра та кивот (дарохранильниця), що нагадує мініатюрну модель самого храму.
В 1946 році, за радянської влади, храм насильно переведений в юрисдикцію РПЦ. Проте, в 1991 р. православна громада перейшла до УПЦ КП.
Після об'єднавчого собору українських церков 15 грудня 2018 року храм належить до Львівсько-Сокальської єпархії Православної церкви України.
11 вересня 2019 року з першосвятительським візитом православну громаду відвідав Епіфаній митрополит Київський і всієї України та у співслужінні запрошених архиєреїв та духовенства звершив акафіст до Пресвятої Богородиці.

### КаплицяУспіння Пресвятої БогородиціУГКЦ
Коли Українська греко-католицька церква вийшла з підпілля у селі Жовтанці відновила свою діяльність греко-католицька громада в 1990 році, зареєструвавши статут згідно закону у 1991 році. На парафію призначили о. Володимира Вонса. У 1994 році греко-католицьку громаду очолив о. Василь Грень (очолює по сьогоднішній день). В той час громада проводила свої Богослужіння, науку та приготовлення дітей до Першої Сповіді і Святого Причастя на цвинтарі в шатрі під плівкою. Через те, що шатро на цвинтарі валилося і було мало вмістиме, бо громада чисельно збільшувалася, у 2004 році в центрі села біля парафіяльного будинку збудувано більшу тимчасову церкву під плівкою.
У 2009 році з пастирським візитом до громади завітав Михаїл (Колтун) єпископ Сокальсько-Жовківський УГКЦ.
При парафії діють братства «Апостольство Молитви», «Матері Молитви», зорганізований хор, проводиться катехизація дітей та приготовлення до Першої Сповіді і Святого Причастя. Кожного року організовуються прощі до святих місць (Зарваницький духовний центр, Крехівський монастир, Гошівський монастир, Унів та інші). З благословення правлячого владики Михаїла (Колтуна), громада збудувала парафіяльний будинок. Будинок проєктував архітектор Юрій Горалевич, в завдання якого входило внести елементи архітектури церкви. В середині знаходиться каплиця, канцелярія де проводяться передшлюбні науки, зустрічі з парафіянами та гостями.

## Художні згадки про село
Жовтанці згадуються у всесвітньо відомому творі чеського письменника Ярослава Гашека «Пригоди бравого солдата Швейка». Саме у Жовтанцях Швейк шукав свій полк після того, як його ледь не звинуватили у дезертирстві, а знайшов у Великому Колодні, під час «свинячого бенкету», де й закінчується останній розділ недописаного шедевру чеського письменника.
Перша світова війна. У травні 1915 року російські війська залишили фортецю Перемишль, потім Львів і всю Східну Галичину. Під час затяжного відступу російських військ місцеве населення знову попало під репресії. На початку червня 1915 р. вище російське командування віддало військам жахливий наказ, згідно з яким залишена територія «…повинна бути перетворена у пустелю, тобто звільнена як від населення, так і від усього, що могло становити для ворога певну цінність». З практичного боку це означало масове виселення людей, особливо чоловіків «від 17 до 45 років», вивезення або знищення продовольчих запасів, включаючи посіви зернових культур. Кожного разу, відступаючи, російські війська здійснювали масові репресії над цивільним населенням і тим самим провокували нові хвилі біженців. З прифронтових повітів насильно відселяли людей. Їх будинки та господарства руйнували, грабували або спалювали. Газета «Діло» у листопаді 1915 р. повідомляла, що подібної масової еміграції перед ворогом історія кількох поколінь нашої суспільності не знає. Понад півмільйона мешканців із Галичини опинилися на чужині. Загалом перед відступом російська армія не надто переймалася місцевим населенням. За свідченням очевидця, 19 червня 1915 р. в с. Жовтанці біля Львова було справжнє пекло. Від хати до хати ходили жандарми, змушуючи людей силою до переїзду в Росію. Наступного дня силою зброї повиганяли людей зі своїх домівок, лякаючи історіями про звірства австрійської армії. Тоді із Жовтанців виїхало 379 родин, що становило близько 2000 чоловік. В селі залишилося тільки половина греко-католицького населення.

## Пам'ятки

### Військове кладовище учасниківПершої світової війни.
На цвинтарі поховані 233 воїни австро-угорської армії, 14 воїнів німецької армії, 90 воїнів російської імператорської армії. Період поховання — 23–29 червня 1915 р.
В 2017 році здійснено реконструкцію військового кладовища, на якому разом із солдатами австро-угорської армії також поховані німецькі та російські солдати, за ініціативи «Спілки Імператорських стрільців Тіроля 1921» («нім. Kaiserschützenbund Tirol 1921»). У цьому історичній спілці допомагали об’єднання «Австрійський чорний хрест» та місцеві сільські ради Жовтанець та Ременова. 
10 червня 2017 р. відновлене кладовище було урочисто відкрите керівником спілки Гансом Гертнером та сільським головою Жовтанців. В урочистосятях брали участь члени «Спілки Імператорських стрільців Тіроля 1921» у традиційній уніформі Збройних сил Австро-Угорщини, почесна варта Національної академії сухопутних військ імені гетьмана Петра Сагайдачного та військовий священник-капелан о. Андрій Верес, який освятив могили полеглих воїнів. Свято завершилося спільною молитвою за мир в Україні.

### Каплиця над могилою о.Йосифа Брилинського

Каплиця над могилою отця Йосифа Брилиського — настоятеля та будівничого жовтанецької парафії. 1992 р.

На місцевому кладовищі знаходиться квадратова в плані каплиця, вкрита наметовим дахом з трикутними причілками, в якій похований будівничий жовтанецької церкви о. Й. Брилинський.

## Освіта
- Жовтанецький опорний заклад загальної середньої освіти І-ІІІ ступенів;
- Жовтанецький навчально- виховний комплекс «Загальноосвітній навчальний заклад І-ІІ ступенів – Дошкільний навчальний заклад»;

- Дошкільний навчальний заклад «Вишенька»;[12]

## Спорт
- ФК «Нива» (заснований в 1970 р.)[13];

## Адміністративні та інші будівлі
- Центр надання адміністративних послуг;

- Жовтанецька амбулаторія загальної практики – сімейної медицини;
- Народний дім;
- Бібліотека;
- Церква Євангельських Християн Баптистів;

## Галерея

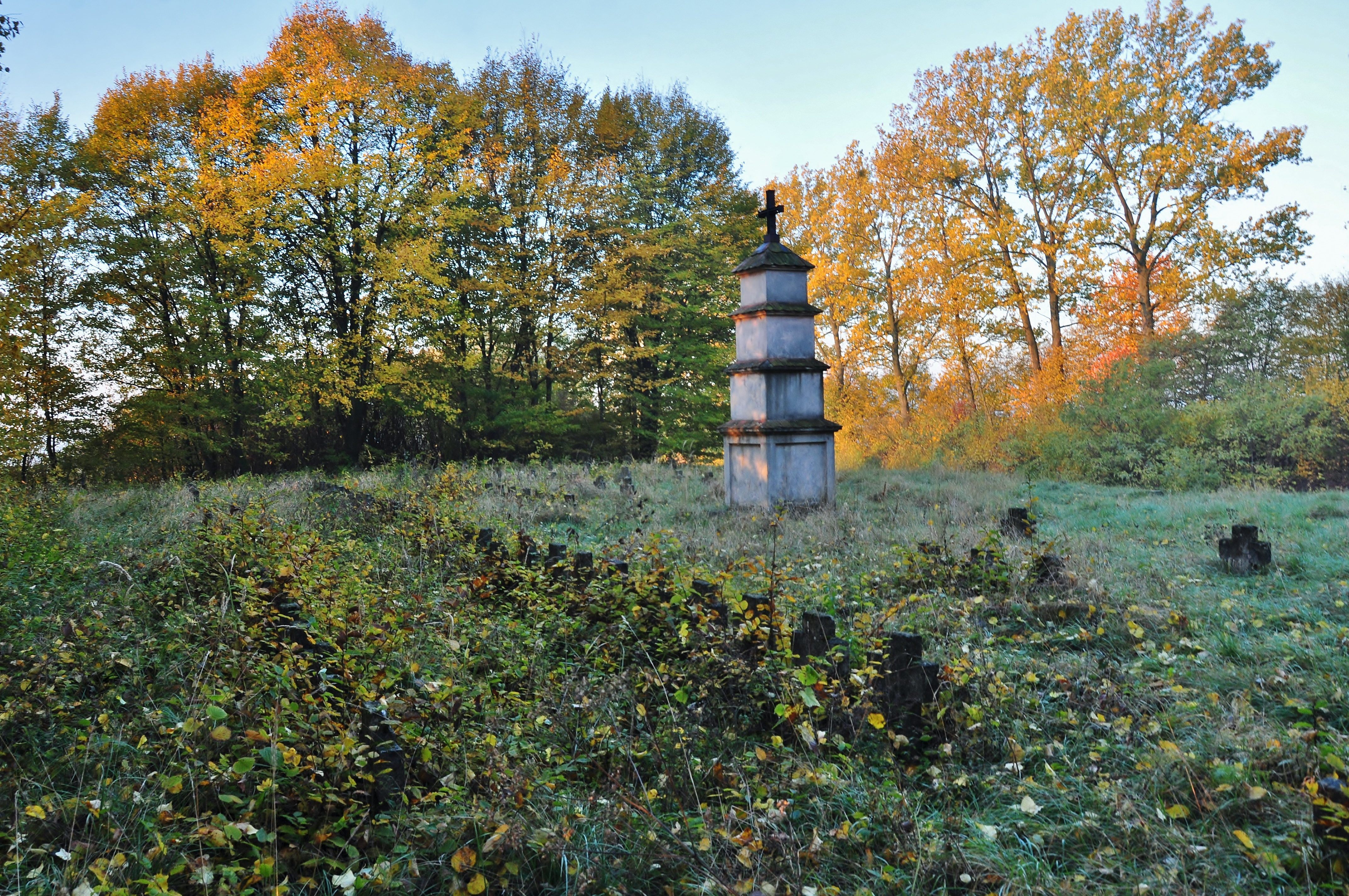
Загальний вигляд цвинтаря
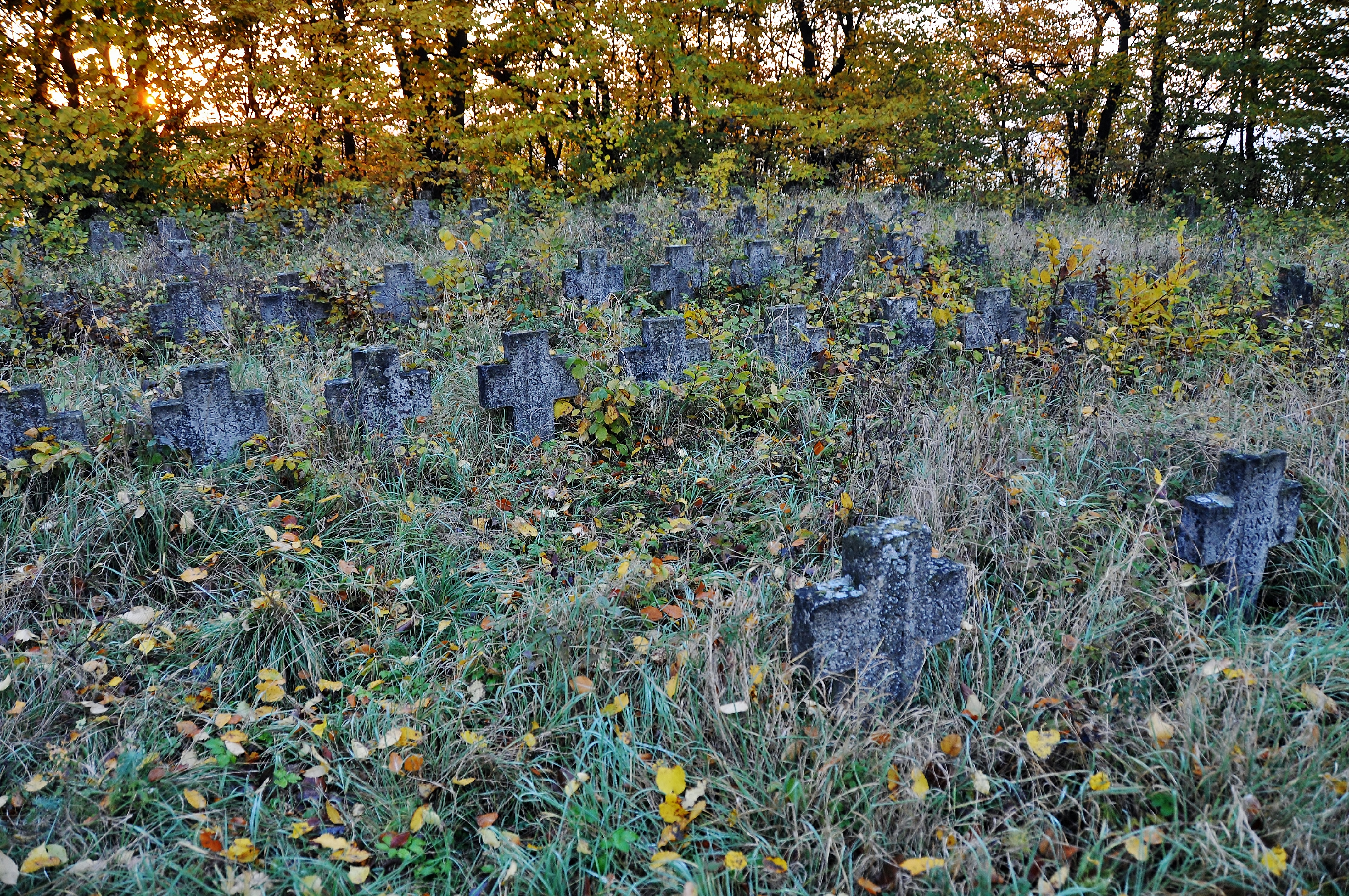
Хрести на могилах австро-угорських солдатів
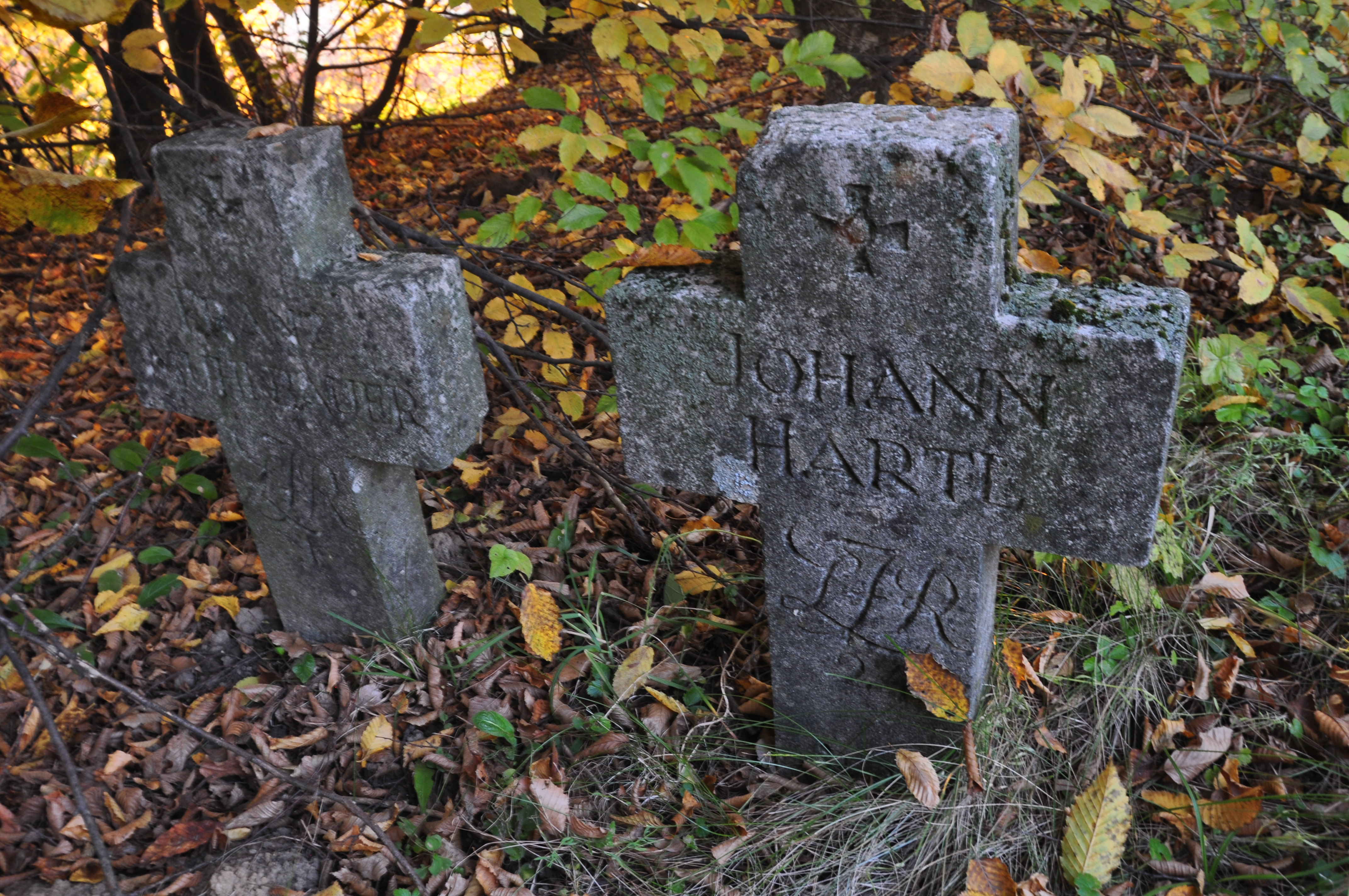
Поховання вояка 24 полку піхоти оборони краю (Landwehr-Infanterieregiment Nr. 24)
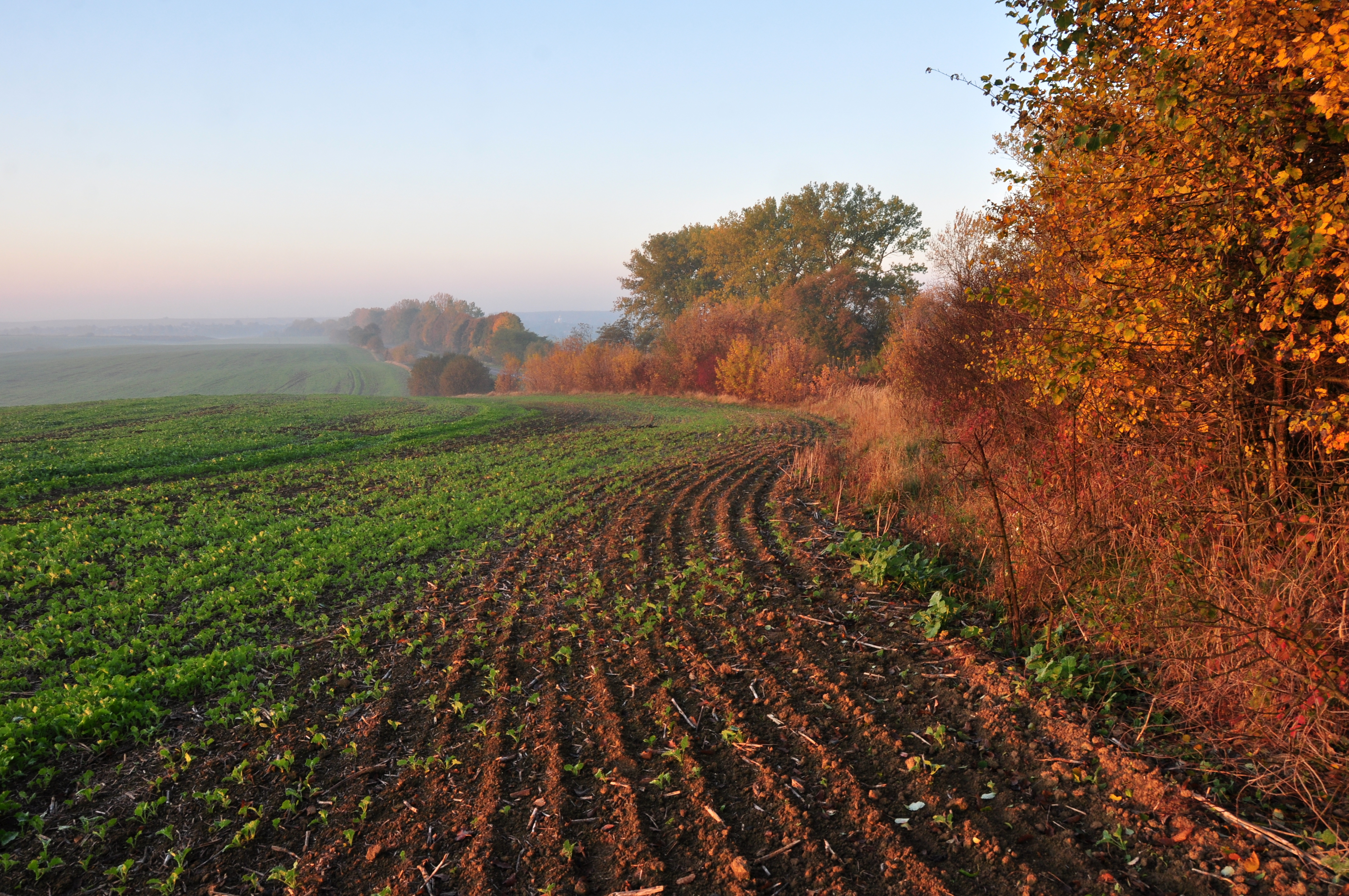
Краєвид від цвинтаря. Вдалині церква с. Ременів

## Відомі мешканці

### Народились
- о. Петро Кашуба (24.06.1890 — † 6.12.1919, Вінниця) — священник УГКЦ, польовий капелан УГА, референт польового духовенства 1-го корпусу УГА., доктор богослов'я Інсбруцького університету;
- Криницький Лук'ян (5.06.1827 — † 26.08.1903, Львів) — голова окружного суду в Тернополі, посол Галицького крайового сейму та Державної ради у Відні, радник Вищого крайового суду у Львові з вересня 1897, нагороджений орденом цісаря Леопольда; був представником шляхетського роду гербу Кораб (гілка Іляшовичів);[14]
- Юліян Криницький (15.03.1829 — † 2.02.1907, Жовтанці) — український військовик, генерал-майор, фельдмаршал-лейтенант австро-угорської армії. Рідний брат Лук'яна Криницького.
- Полянський Юрій Іванович (6.03.1892 — † 19.11.1975, Буенос-Айрес, Аргентина) — український геолог, географ і археолог. Старшина УГА, перший крайовий комендант УВО;
- Диба Михайло Іванович (нар. 28.11.1964) — заступник голови Державної фінансової інспекції України з 7 травня 2014 року. Заслужений економіст України;
- Філіпсонов Руслан Володимирович (нар. 1990) — старший лейтенант Збройних сил України, учасник російсько-української війни, кавалер ордена Богдана Хмельницького III ступеня, викладач інженерної служби ракетно-артилерійського озброєння в НАСВУ.
- Причина Софія Русланівна українська  футбольна арбітриня. Арбітр ФІФА з 2024 року.

### Проживали
- о. Онуфрій Криницький (12.06.1791, Криве — † 8.04.1867, Жовтанці) — український церковний і громадський діяч полонофільського спрямування, греко-католицький священик, професор, педагог, доктор богослов'я, декан і ректор Львівського університету (в 1833—1834, 1855—1856, 1858—1859 роках). Активіст Руського собору. Капелан «Руського батальйону гірських стрільців» (1849);
- Ігор Копчик (нар. 17.11.1945, Львів) — український скульптор та художник, засновник жанру рельєфної пластики на шкірі.